# Vilar (Terras de Bouro)
Vilar is een plaats (freguesia) in de Portugese gemeente Terras de Bouro en telt 200 inwoners (2001).